# Søra Kringskjeret
Søra Kringskjeret est une île norvégienne du comté de Hordaland appartenant administrativement à Bømlo.

## Description
Rocheuse et désertique, à fleur d'eau, il s'agit de deux rochers qui s'étendent sur environ 99 m de longueur pour une largeur approximative de 39 m.  